# SMS Kaiser Franz Joseph I
Le SMS Kaiser Franz Joseph I fut le croiseur protégé,  tête de la classe Kaiser Franz Joseph I construite en Italie pour la Marine austro-hongroise. Il prit le nom de l'Empereur d'Autriche-Hongrie François-Joseph Ier. Son sister-ship prit le nom de Kaiserin Elisabeth.

Ces deux croiseurs protégés ont été construits en  réplique des croiseurs italiens Giovanni Bausan (1883) et Etna (1885).

## Histoire
En 1890 il effectue son voyage inaugural en mer Baltique et est présent à Kiel lors de la visite de Guillaume II d'Allemagne. Puis il fait de nombreux voyages à l'étranger pour des visites d'amitié lors de célébrations diverses. 

Il a subi une refonte entre 1905  et 1906 avec un allégement de son artillerie lourde.

Au début de la Première Guerre mondiale il servit au sein de la 2e division de croiseurs. Il a pris part aux bombardements des batteries ennemies du Mont Lovćen défendant les Bouches de Kotor le 9 septembre 1914 et les 8 et 9 janvier 1916.

Il a été désarmé en 1917 pour servir de quartier général flottant.  Après la défaite et la dissolution de l'Empire austro-hongrois, le SMS Kaiser Franz Joseph I a été attribué à la France en tant que dommages de guerre.

Lors de son voyage de livraison, à cause d'une surcharge de matériel embarqué, il a coulé lors d'une tempête au large de Kumbor dans les bouches de Kotor le 17 octobre 1919. Certaines parties de l'épave ont été renflouées par une société néerlandaise en 1922 et par des récupérateurs yougoslaves en 1967.